# Kyle Magennis
Kyle Magennis (Glasgow, 26 agosto 1998) è un calciatore scozzese, centrocampista del Kilmarnock.

## Carriera

### Club
Cresciuto nel settore giovanile del St. Mirren, ha esordito in prima squadra il 29 ottobre 2016, all'età di 18 anni, nella partita di campionato persa per 2-0 contro l'Hibernian; il 6 dicembre seguente segna la prima rete in carriera, nella vittoria ottenuta per 2-3 contro il Queen of the South. Nel 2018, dopo aver conquistato la promozione in Premiership, prolunga con i Saints fino al 2021.
Il 5 ottobre 2020 viene acquistato dall'Hibernian, con cui firma un contratto quinquennale.

### Nazionale
Ha giocato nelle nazionali giovanili scozzesi Under-20 ed Under-21.

## Statistiche

### Presenze e reti nei club
Statistiche aggiornate al 16 novembre 2020.
| Stagione          | Club              | Campionato        | Campionato | Campionato | Coppe nazionali | Coppe nazionali | Coppe nazionali | Coppe continentali | Coppe continentali | Coppe continentali | Supercoppe | Supercoppe | Supercoppe | Totale | Totale |
| Stagione          | Club              | Comp              | Pres       | Reti       | Comp            | Pres            | Reti            | Comp               | Pres               | Reti               | Comp       | Pres       | Reti       | Pres   | Reti   |
| ----------------- | ----------------- | ----------------- | ---------- | ---------- | --------------- | --------------- | --------------- | ------------------ | ------------------ | ------------------ | ---------- | ---------- | ---------- | ------ | ------ |
| 2016-2017         | St. Mirren        | SC                | 25         | 3          | CS+CdL          | 4+0             | 0               | -                  | -                  | -                  | SCC        | 3          | 0          | 32     | 3      |
| 2017-2018         | St. Mirren        | SC                | 27         | 2          | CS+CdL          | 2+0             | 0               | -                  | -                  | -                  | SCC        | 0          | 0          | 29     | 2      |
| 2018-2019         | St. Mirren        | SP                | 14+2       | 2          | CS+CdL          | 0+3             | 0               | -                  | -                  | -                  | -          | -          | -          | 19     | 2      |
| 2019-2020         | St. Mirren        | SP                | 22         | 1          | SC+CdL          | 1+4             | 0               | -                  | -                  | -                  | -          | -          | -          | 27     | 1      |
| Totale St. Mirren | Totale St. Mirren | Totale St. Mirren | 88+2       | 8          |                 | 14              | 0               |                    | -                  | -                  |            | 3          | 0          | 107    | 8      |
| ott. 2020-2021    | Hibernian         | SP                | 14         | 1          | CS+CdL          | 4+5             | 0               | -                  | -                  | -                  | -          | -          | -          | 23     | 1      |
| 2021-2022         | Hibernian         | SP                | 7          | 2          | CS+CdL          | 0+2             | 0+1             | UECL               | 4                  | 1                  | -          | -          | -          | 13     | 4      |
| 2022-2023         | Hibernian         | SP                | 13         | 2          | CS+CdL          | 0               | 0               |                    | -                  | -                  | -          | -          | -          | 13     | 2      |
| Totale Hibernian  | Totale Hibernian  | Totale Hibernian  | 34         | 5          |                 | 11              | 1               |                    | 4                  | 1                  |            | -          | -          | 49     | 7      |
| 2023-2024         | Kilmarnock        | SP                | 8          | 0          | CS+CdL          | 0+6             | 0               |                    | -                  | -                  | -          | -          | -          | 14     | 0      |
| Totale carriera   | Totale carriera   | Totale carriera   | 130+2      | 13         |                 | 31              | 1               |                    | 4                  | 1                  |            | 3          | 0          | 170    | 15     |

## Palmarès

### Club

#### Competizioni nazionali
- Scottish Championship: 1

St. Mirren: 2017-2018